# Merguia rhizophorae
Merguia rhizophorae is een garnalensoort uit de familie van de Hippolytidae. De wetenschappelijke naam van de soort is voor het eerst geldig gepubliceerd in 1900 door Rathbun.